# Chapada dos Guimarães (kommun)
Chapada dos Guimarães är en kommun i Brasilien.   Den ligger i delstaten Mato Grosso, i den centrala delen av landet, 800 km väster om huvudstaden Brasília. Antalet invånare är 17 799.
Följande samhällen finns i Chapada dos Guimarães:
- Chapada dos Guimarães

Omgivningarna runt Chapada dos Guimarães är huvudsakligen savann. Runt Chapada dos Guimarães är det mycket glesbefolkat, med 3 invånare per kvadratkilometer.